# KING-FM
KING-FM („Classical King FM“) ist ein US-amerikanischer Hörfunksender aus Seattle, Washington. Der Sender überträgt ein Klassik-Format und gehört der NGO „Beethoven“.
KING-FM sendet auf UKW 98,1 MHz mit 66 kW. Die Sender der Station stehen nahe Issaquah auf dem Tiger Mountain. KING-FM sendet in HD.